# Erich Möller
Pour les articles homonymes, voir Möller.
Erich Möller, né le 3 mai 1905 à Hanovre et mort le 24 mai 1964 à Bad Harzburg est un coureur cycliste allemand. Il a remporté une médaille d'or, d'argent et de bronze au Championnat du monde de demi-fond en 1930, 1931 et 1932, respectivement,

## Biographie
Il commence la compétition à 15 ans, principalement en cyclisme sur route. En 1922, il termine troisième des championnats nationaux sur route et les remporte en 1924. En 1925, il passe au demi-fond professionnel et est l'un des principaux compétiteurs mondiaux dans cette discipline en 1930-1932. 
Il prend sa retraite en 1937 et ouvre plusieurs magasins de vélos à Hanovre, où après la seconde Guerre mondiale, il produit et vend ses propres vélos sous la marque "Möller".  
En outre, il lance et soutient des événements cyclistes par ex. les six Jours de Hanovre, et est officiel. En 1946, Möller organise les championnats d'Allemagne de cyclisme sur route à Hanovre. En 1948, il devient le premier président d'après-guerre de la Verbandes Deutscher Radrennveranstalter, fédération cycliste allemande. En 1952, il est le directeur du vélodrome de Hanovre.

## Palmarès sur route

### Championnat d'Allemagne
- 1er en 1924, 3e en 1922

### Autres résultats notables
- Rund um Berlin (1923)

## Palmarès sur piste

### Championnats du monde
- Bruxelles 1930
  -  Champion du monde de demi-fond professionnel
- Copenhague 1931
  -  Médaillé d'argent du demi-fond professionnels
- Rome 1932
  -  Médaillé de bronze du demi-fond professionnels

### Championnat d'Allemagne
- : Champion d'Allemagne de demi-fond en 1928, 1932

### Grand Prix
- Grand Prix de Noël : 1932 et 1933